# MTV Global
MTV Global (раніше MTV Europe) — міжнародна версія американського телеканалу MTV, цілодобового музично-розважального телеканалу, який почав транслюватися 1 серпня 1987 року як частина всесвітньої мережі MTV.
Спочатку MTV обслуговував усі регіони Європи, будучи одним із небагатьох телеканалів, орієнтованих на весь європейський ринок. На даний момент MTV обслуговує низку європейських країн, територій Африки, Азії, Океанії, Близького Сходу, Латинської Америки та Карибського басейну.
Протягом багатьох років MTV Global було розділено на багато різних каналів для певних країн. Більшість країн Європи, Азії, Океанії, Латинської Америки та Карибського басейну тепер мають власні версії каналу, тому MTV Global зараз доступний переважно в тих країнах, де немає локалізованої версії MTV.

## Історія
1 серпня 1987 року о 00:01 за західноєвропейським часом MTV Europe розпочала трансляцію з концерту Елтона Джона в Амстердамі в Roxy Club. Першим відеороликом, показаним в ефірі, став «Money for Nothing» групи Dire Straits. Крім того, початок і кінець кліпу були доповнені слоганом «I want my MTV», озвученим Стінгом. Ініціатором запуску MTV в Європі був Роберт Максвелл. Тоді його компанія Robert Maxwell Group разом з British Telecom і Viacom (власник авторських прав на бренд «MTV») у спільній співпраці створили телеканал MTV Europe. Офіс знаходився в Лондоні за адресою 40 Conduit St.
Канал був запущений у Великій Британії, Данії, Фінляндії, Нідерландах та Швеції, а через рік MTV Europe розширився до Західної Німеччини, Бельгії, Швейцарії, Греції та Норвегії. Канал був відразу прийнятий в 1,6 мільйона домогосподарств.
Початковий склад віджеїв включав ведучих з Бельгії, Данії та Франції, а також Рея Коукса та Стіва Блейма з Великої Британії. З того часу MTV популяризує таку професію як VJ.
У той час виходили такі програми, як MTV's Greatest Hits, Headbanger's Ball, MTV's Most Wanted, The Big Picture (програма про кіно), The Pulse (про моду та стиль), 120 Minutes і MTV Coca-Cola Report (музичні новини, інтерв'ю). і дати гастролей музикантів).
У лютому 1988 року MTV Europe переїхав до району Камден-Таун за адресою: вул. Мандела, 20-23.
У жовтні того ж року керівництво MTV Europe відвідало Радянський Союз для попередніх переговорів про початок роботи. Тоді ж була подана заявка на реєстрацію телеканалу.
У лютому 1990 року MTV Europe було запущено в Польщі та Чехословаччині. У тому ж році Viacom купила решту 25% акцій у British Telecom.
Nirvana очолила швидкий перехід до зростання альтернативного року та гранжу на MTV у 1991 році, випустивши відеокліп на пісню Nirvana «Smells Like Teen Spirit». На початку середини 1990-х MTV додав до своєї ротації гангста-реперів із менш поп-звучанням, таких як Тупак Шакур, The Notorious BIG, Wu-Tang Clan, Ice Cube, Warren G, Ice-T, Dr. Dre, Us і Snoop Dogg.
До 1992 року MTV Networks Europe стала найбільшою загальноєвропейською телерадіокомпанією. MTV Europe приймали 38 мільйонів сімей у 28 країнах.
У 1993 році MTV Europe переїхала в новий офіс на Оксфорд-стріт, 180. Але програми знімали в телевізійному центрі Breakfast на 17-29 Hawley Crescent, який повністю викупила MTV Networks Europe.
У 1994 році канал почав проводити церемонію вручення MTV Europe Music Awards. Щороку церемонія проходить в одному з великих міст Європи. 1 липня 1995 року MTV Europe перейшов на платне телевізійне мовлення, а також був одним із перших каналів у Європі, який розпочав цифрове мовлення.
На зорі нового тисячоліття, в період з 1997 по 2001 рік, на каналі MTV вийшов мультсеріал «Дарина» в жанрі комедійної драми, побуту.
MTV Networks Europe стрімко почала відкривати місцеві підрозділи каналу MTV у деяких країнах. Так у березні 1997 року було запущено MTV Germany. MTV UK & Ireland відкрився 1 липня, потім MTV Італія була запущена у вересні. MTV Nordic для Скандинавії був запущений у червні 1998 року, MTV Russia з'явився 25 вересня. У 2022 році після повномасштабного вторгнення Росії в Україну канал припинив діяльність. У 2000 році були запущені інші регіональні канали – MTV France у червні, потім MTV Польща у липні та MTV Іспанія та MTV Nederland у вересні. MTV Networks Europe продовжує відкривати місцеві філії в інших європейських країнах. У цьому ж році з’явився ще один сайт – mtv.tv.
1 квітня 2002 року MTV Europe було перейменовано на MTV European. У той же час канал почав відмовлятися від деяких своїх програм на користь американських шоу MTV. Канал значно скоротив загальну ротацію музичних відео протягом 2000-х років. Подібні тенденції спостерігалися і на інших європейських каналах MTV.
У 2004 і 2008 роках MTV продовжував зосереджуватися на реаліті-шоу, випустивши проекти 8th & Ocean, Laguna Beach, Next, The Hills, Two-A-Days, My Super Sweet 16, Parental Control і Viva la Bam за участю Бема Маргери.
У 2006–2007 роках були запущені MTV Туреччина та MTV Україна. У серпні 2007 року редакція переїхала до Варшави, але мовлення продовжилося з лондонського офісу. MTV European також поширився на Південну Африку та Близький Схід.
1 липня 2009 року під час уніфікованої стандартизації дизайну глобальної мережі MTV було введено новий фірмовий стиль, а також новий дизайн.
1 липня 2011 року змінився логотип і дизайн каналу, з логотипу зник напис «Музичне телебачення». Також повернулася колишня назва MTV Europe.
У 2012 році канал переїхав до телевізійного центру Breakfast за адресою 17-29 Hawley Crescent, звідки керуються всі іноземні телеканали Paramount Networks. При цьому з каналу зникли всі музичні чарти всі музичні чарти зникли з каналу. На початку 2013 року в ефір MTV Europe повернулися три чарти — Hitlist UK, Base Chart і Dance Floor Chart. Водночас канал охоплював 101 країну.
Влітку 2015 року MTV Europe перевипустив міжпрограмні заставки телеканалів, орієнтуючись на ініціативу mtvbump.com, і надав більше соціальних заставок, створених глядачами MTV.
1 березня 2016 року MTV Europe перейшов на широкоформатне мовлення (16:9).

## Логотип

З 1 серпня 1987 року по 31 серпня 1994 року
З 1 вересня 1994 року по 30 червня 2011 року
З 1 липня 2011 року по 13 вересня 2021 року
З 14 вересня 2021 року по теперішній час.
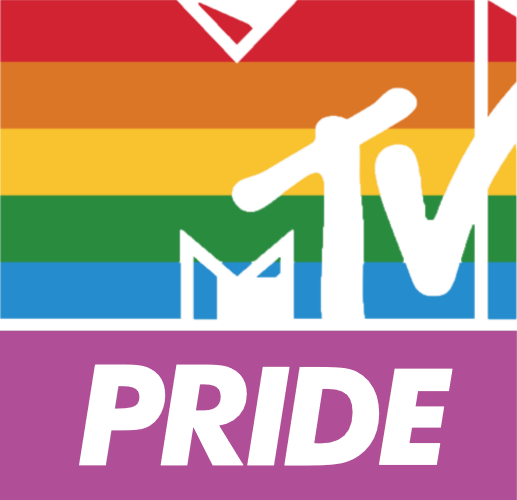
Спливаючий канал MTV Pride (2021)

## Програмування
Поточні місцеві музичні шоу
- MTV Top 20 (раніше Euro Top Chart) (п’ятниця з 8:25 до 11:40 CET, субота 9:55, неділя 6:00)
- MTV Breakfast Club (будні з 06:10 до 09:15 CET, щодня з 06:00 до 09:30)
- Нічні відео MTV
- MTV Push

Колишні місцеві шоу
- Щоденне оновлення новин MTV
- HitList Великобританія
- Базовий графік MTV
- Тільки хіти MTV
- MTV Dance Floor Chart
- Фільми MTV
- MTV запитує
- М — це музика

Шоу нагородження та спеціальні пропозиції живої музики
- MTV Europe Music Awards
- MTV Video Music Awards
- MTV Movie Awards
- Світова сцена MTV
- Острів MTV

Пан-Інтернаціонал
- 16 і вагітна
- Ти єдиний?
- Смакота
- Злочин справжнього життя
- Сом: Телешоу
- Комплекс LA
- Колишній на пляжі
- Джорді Шор
- Джерсі Шор
- Шпаргалки MTV
- Світова сцена MTV
- Моє життя на MTV
- Сієста-Кі
- Смішність
- Вовченя
- Мама-підліток
- Мама-підліток О.Г
- Пагорби
- True Life Crime UK
- Вовченя
- Долини
- Молодий і одружений

## Колишні шоу
- MTV News
- European Top 20
- Yo! MTV Raps
- Beavis and Butt-Head
- MTV Live
- MTV Unplugged
- World Chart Express
- The Lick with Trevor Nelson
- The Head
- Hello Kitty's Furry Tale Theater
- Lick Shots
- HitList UK
- MTV Mono
- Chill Out Zone
- Party Zone
- Alternative Nation
- Superock
- RockBlock
- MTV Post Modern
- XPO
- Headbangers Ball
- Dance Floor Chart
- So '90's
- MTV's Greatest Hits
- MTV Amour
- Total Request Live
- 3 from 1
- Top 10 at 10
- MTV Alarm
- Number One Hits
- Summer of MTV
- Select MTV
- Nordic Top 5
- Top Selection
- The Fridge
- Data Videos
- Hanging Out
- MTV Hot
- MTV:New
- Global Groove
- Total Request
- ByteSize
- Shakedown
- The Late Lick
- MTV Video Clash
- MTV Hitlist
- MTV Startrax
- X-elerator
- The Soul of MTV
- KickStart
- Music Mix
- Roulette MTV
- Non Stop Hits
- Music Non Stop
- Morning Mix
- Night Videos
- Saturday Night Music Mix
- Sunday Night Music Mix
- Videoclash[35][36]

### Колишні віджеї
- Ray Cokes (1987–1996) Cokes & Vanthilt, Ray's Requests, Most Wanted, X-Ray Vision, MTV at the Movies, The Big Picture, European Top 20, MTV's Greatest Hits
- Simone Angel (1990–1998) Party Zone, MTV Dance, Dance Floor, Club MTV, Dance Floor Chart, European Top 20, MTV's Greatest Hits, Dial MTV
- Paul King (1989–1994) MTV's Greatest Hits, 120 Minutes, MTV News, Morning Mix, HitList UK, XPO, First Look, Dial MTV
- Pip Dann (1988–1994) MTV Prime, Post Modern, MTV at the Movies, The Big Picture, Dial MTV, Music Non Stop, European Top 20, HitList UK, XPO, MTV's Greatest Hits, MTV Coca-Cola Report, MTV News, First Look, RockBlock
- Maiken Wexø (1987–1992; 1993) Pure Pop, MTV Coca-Cola Report, European Top 20, MTV News, XPO, MTV Prime
- Marcel Vanthilt (1987–1990; 1991) Cokes & Vanthilt, 120 Minutes, XPO, Most Wanted
- Sophie Bramly (1987–1991) Yo! MTV Raps
- Chris Salewicz (1987–1993) MTV News, Reverb
- Nunu (1990) Awake on the Wild Side
- Sonya Saul (1990-1992) MTV News, XPO
- Terry Christian (1991) XPO, Morning Mix
- Richie Rich (1993-1994) The Soul of MTV, MTV's Greatest Hits, HitList UK
- John Dunton-Downer (1987-1997) 120 Minutes, The Big Picture (producer)
- Steve Blame (1987–1994) MTV News, Reverb, Take the Blame, Pure Pop, MTV Coca-Cola Report, First Look
- Vanessa Warwick (1990–1997) Headbangers Ball, RockBlock
- Kristiane Backer (1989–1996) European Top 20, MTV Coca-Cola Report, MTV's Greatest Hits, Awake on the Wild Side, XPO, Party Zone, Headbangers Ball, RockBlock, MTV at the Movies
- Rebecca de Ruvo (1991–1995) Dial MTV, Awake on the Wild Side, MTV Prime, European Top 20
- Marijne van der Vlugt (1991–1996; 2013; 2015; 2016) The Pulse, MTV Coca-Cola Report, Alternative Nation, 120 Minutes, Post Modern, European Top 20, Dial MTV, Music Non Stop, MTV Europe Music Awards 2013-2015-2016-2022 (voice-over)
- Davina McCall (1987; 1992–1998) Hanging Out, HitList UK, MTV Coca-Cola Report, MTV's Greatest Hits, European Top 20, First Look, Music Non Stop, Most Wanted, Party Zone, MTV Dance, Cinematic, Singled Out, The End?
- Lisa I'Anson (1993–1996) The Soul of MTV, MTV News, HitList UK, Hanging Out, European Top 20, Music Non Stop, Party Zone
- Ingo Schmoll (1993–1996) Morning Mix, MTV News, First Look, MTV's Greatest Hits, European Top 20
- Enrico Silvestrin (1993–1997) Select MTV, Hanging Out, European Top 20, Dial MTV
- Hugo de Campos (1994–1997)  Stylissimo, Dial MTV, European Top 20, Music Non Stop, First Look, Hanging Out, The End?
- Maria Guzenina (1994–1997) KickStart, Awake on the Wild Side, Morning Mix, Music Non Stop, European Top 20, MTV's Greatest Hits, MTV Amour, MTV at the Movies
- Carolyn Lilipaly (1994–1998) MTV News, HitList UK, The Big Picture, MTV Winter Parties
- Miles Hunt (1994-1995) 120 Minutes
- John Kearns (1995–2012) MTV News, The Big Picture, MTV Europe Music Awards (voice-over)
- Toby Amies (1995–1999) Alternative Nation, MTV News, MTV Hot
- Eden Harel (1995–2000) European Top 20, Select MTV, Dance Floor Chart, Hanging Out, Dial MTV
- Kimsy von Reischach (1995-1998) First Look, European Top 20, MTV's Greatest Hits, MTV Winter Parties, Hanging Out
- Julia Valet (1996–1997) Superock, MTV Hot
- Nikolai (1996-1997) MTV's Greatest Hits, European Top 20, HitList UK, Morning Mix
- Boris (1996-1997) European Top 20, MTV Snowball, First Look
- Christian Ulmen (1996–1997) MTV Hot
- Crispin Somerville (1996-1997) Select MTV, HitList UK, Hanging Out
- Camila Raznovich (1996–1998) MTV Amour, Hanging Out, MTV Summer Festivals, MTV Beach House
- Lily Myrhed (1996-1998) HitList UK, MTV Winter Parties, Awake on the Wild Side, Morning Mix
- Lars Oostveen "Vico" (1996-1999) Select MTV, Dial MTV
- Thomas Madvig (1996-1999) Select MTV, MTV News
- Katja Schuurman (1997-2000) So 90's
- Melanie Sykes (1997) HitList UK
- Cat Deeley (1997–2002) HitList UK, Stylissimo, MTV News, MTV Amour, Dance Floor Chart
- Ulrika Eriksson (1998-2003) MTV News, Select MTV, HitList UK, Nordic Top 5, MTV:New, Morning Glory
- Kicki Berg (1998–2006) MTV News, Select MTV, European Top 20, Nordic Top 5, Dance Floor Chart, Top Selection, MTV Supermercado
- Trevor Nelson (1998-2004) The Lick
- Trey Farley (1999-2000) Select MTV, MTV News
- Lars Beckung (1999–2006) MTV:New, Select MTV, Nordic Top 5, MTV News, Morning Glory, MTV Source, This Is Our Music
- Neil Cole (2000–2004) The Fridge, MTV News, Select MTV, European Top 20, World Chart Express, MTV:New
- Joanne Colan (2000–2004) MTV News, European Top 20, MTV Movie Special, Select MTV, MTV:New, MTV Top 20 Countdown, MTV's Winterjam, MTV Presents
- Fleur van der Kieft (2000–2002) Top Selection, Select MTV
- Frederique Bedos (2001) Select MTV
- Erickka Jones (2001) MTV Top 20 Countdown
- Mimi Kalinda (2001-2002) Dance Floor Chart, World Chart Express, Top Selection, Select MTV, The Fridge
- Ina Geraldine (2003–2004) Euro Top 20
- Becky Griffin (2003-2005) Dance Floor Chart, World Chart Express
- Amelia Hoy (2004–2005) Euro Top 20, Up North
- Axl Smith (2004-2007) Spanking New, Axl Meets, MTV at the Festivals
- Pernille Fals Bahrt (2005-2007) MTV News
- Archie Archibald (2005-2006) MTV News
- Charlotte Thorstvedt (2005–2009) Euro Top 20, Spanking New
- Jason Danino-Holt (2006) Switched On
- Shire Raghe (2006-2009) MTV News, SuperStar Saturday
- Freya Clausen (2007-2009) Fahrenheit, Spanking New, MTV News, MTV Source
- Janika Nieminen (2008-2010) MTV Overdrive, SuperStar Saturday
- Matthew Bailey (2009–2010) Euro Top 20